# Державін Микола Севастянович
Державін Микола Севастянович (3 [15] грудня 1877, с. Преслав  — 26 лютого 1953, м. Ленінград) — історик, філолог, етнограф, славіст. Академік АН СРСР (1931), почесний чл. Болгарської АН (1946).

## Біографія
Народився в с. Преслав Бердянського повіту Таврійської губернії (нині село Приморського району Запорізької області) в родині вчителя. Навчався в Петербурзькому університеті (1896—1897) і Ніжинському історико-філологічному інституті (1897—1900). У ці роки розпочав етнографічні дослідження болгар-поселенців Південної України (Таврійської губернії). 1900–07 працював викладачем у гімназіях Тифліса (нині м. Тбілісі) й Батумі (обидва нині міста в Грузії), водночас займався питаннями етнографії народів Закавказзя. 1903, 1909—1910 працював в архівах Болгарії. 1912—1917 — приват-доцент Петербурзького (від 1914 — Петроградського) університету. 1916 захистив магістерську дисертацію на тему «Болгарські колонії в Росії». Від 1917 — професор Петроградського (від 1924 — Ленінградського, нині — Санкт-Петербурзького) університету: 1922—1925 — ректор, 1925—1928 — декан факультету мови й літератури, 1925—1949 — зав. кафедри слов'янської філології. Багатогранна наукова, педагогічна, суспільна діяльність Державіна у справі розвитку слов'янознавства: 1931—1934 –директор Інституту слов'янознавства АН СРСР у Ленінграді (нині м. Санкт-Петербург); 1947—1953 — кер. Ленінградського відділення Інституту слов'янознавства АН СРСР, 1942 — член Всеслов'янського антифашистського комітету.
Творча спадщина різноманітна і складає понад 500 наукових праць. Основні роботи присвячені проблемам історії, культури, літератури, етнографії народу Болгарії та інших слов'янських народів. У спадщині вченого — чимало статей про Т.Шевченка(«Тарас Григорович Шевченко», 1921; «Творчість Т.Шевченка в його історичному та ідеологічному оточенні», 1932). Поділяв погляди радянського філолога й археолога М.Марра. Зазнав ідеологічного тиску. 1952 змушений був публічно — на сторінках журналу «Вопросы истории» покаятись за свої «помилки» в переконаннях.
Помер у м. Ленінград.